# Grupo Lambda de Liberación Homosexual
Grupo Lambda de Liberación Homosexual fue un grupo de liberación LGBT feminista de México fundado en 1978.

## Historia
En los años 70, surgieron en México organizaciones con el enfoque del movimiento de liberación. En 1978 fueron tres de ellas las que conformaro el Movimiento de Liberación Homosexual (MLH) y anunciaron su existencia pública: el Frente Homosexual de Acción Revolucionaria (FHAR), el Grupo Autónomo de Lesbianas Oikabeth y Grupo Lambda de Liberación Homosexual. El grupo fue fundado por Claudia Hinojosa, Xabier Lizarraga, Alma Aldana y Max Mejía. Tomó la letra griega lambda, adoptada en 1970 como símbolo de la campaña de liberación homosexual para la Alianza de Activistas Homosexuales de los Estados Unidos. Integrado por hombres y mujeres de entre 18 y 30 años, Lambda adoptó una visión antipatriarcal y feminista misma que lo vinculó a alianzas como el Frente Nacional contra la Represión y el Frente Nacional por la Liberación y los Derechos de la Mujer, alianza de grupos feministas de la Ciudad de México.
Entre las demandas de Grupo Lambda se encontraban la autodeterminación, así como la necesidad de la visibilidad con el fin de romper el aislamiento de la comunidad para atacar tanto la homofobia como el sexismo y que cesara la represión a la diversidad sexual en México, misma que sufría constantemente razzias a los lugares de reunión gay y detenciones arbitrarias. El grupo editó la publicación Nuevo ambiente, misma donde publicaba sus posicionamientos y posturas públicas. Promovió debates al interior de organizaciones sindicales como el Sindicato de Trabajadores de la Universidad Nacional Autónoma de México y en partidos políticos como el Revolucionario de los Trabajadores (PRT) y el Comunista Mexicano. Ante la resistencia de la inclusión del lesbianismo en el movimiento feminista, Grupo Lambda promovió debates y diálogos con colectivos y grupos feministas para convencerles de su inclusión amparándose, entre otros, en la argumentación del derecho a decidir y la autonomía corporal de las mujeres. Para Grupo Lambda las mujeres tanto heterosexuales como homosexuales son igualmente oprimidas por el patriarcado. El grupo promovió la postura de «dar la cara» para visibilizar a la diversidad sexual, promoviendo convivencias públicas, marchas, mítines y buscó espacios en los medios masivos de comunicación. La primera de ella se realizó en el programa 60 Minutos conducido por Juan Ruiz Healy, misma que fue censurada. Una segunda entrevista hecha a Claudia Hinojosa por Ricardo Rocha fue transmitida previa supervisión conjunta.
Las condiciones sociales de la época, que no reconocían la diversidad sexual, dificultaban la realización de actos públicos para estos grupos. Integrantes del FHAR rompieron la secrecía en la cual se mantenían y hacen una primera aparición pública el 26 de julio de 1978, fecha en que se adhieren a una marcha por el aniversario de la Revolución cubana.  Al saberlo, el Grupo Autónomo de Lesbianas Oikabeth y Grupo Lambda de Liberación Homosexual deciden marchar junto al FHAR en la marcha conmemorativa de los diez años de la masacre de Tlatelolco, ocurrida el 2 de octubre de 1978. Las tres organizaciones realizaron el 29 de junio de 1979 la primera Marcha del Orgullo Homosexual en la Ciudad de México, hoy Marcha del Orgullo CDMX. Dada la homofobia hacia la diversidad sexual, el Departamento del Distrito Federal obligó a los contingentes a no marchar sobre Paseo de la Reforma, haciéndolo por la calle Río Lerma para concluirla en la Plaza Carlos J Finlay, misma que ya no existe, de la colonia Cuauhtémoc.
Así lo describiría Claudia Hinojosa:

La experiencia fue maravillosa. Éramos sólo unos cuantos cientos de personas, pero fue una sensación de libertad muy especial
Claudia Hinojosa

Dada la realización del Cuarto Congreso Mundial de Sexología, realizado en el Centro Médico del IMSS en 1979, Grupo Lambda presenta dos ponencias, una de Claudia Hinojosa y otra de Enrique Godínez, mismas en las que se criticó la fuerte postura heterosexualista de la sexología mundial así como su postura criminalizante de la homosexualidad y el lesbianismo.
En 1980 se realizaría una segunda marcha del orgullo, misma que suma cerca de 6 mil personas. El espíritu festivo de la marcha la caracteriza desde entonces, consignado así por Nuevo ambiente:

El tono festivo se manifestó en los colores de las mantas en que exigíamos nuestras demandas: los
globos y banderas, como el símbolo de nuestro grupo, le dieron a esta marcha un carácter diferente a todas las efectuadas con anterioridad.
Nuevo ambiente, citado por Laguarda.

El FHAR fue disuelto en 1981 por lo que Grupo Lambda queda a la vanguardia del movimiento liberacionista. Convocó a una tercera marcha del orgullo el 27 de junio de 1981, la cual suma más manifestantes y se realiza en un ambiente menos tenso que las ediciones anteriores. Debido a la creciente violencia de la policía contra la comunidad gay, Grupo Lambda convierte la principal consigna de esta marcha en la exigencia del cese a la represión mediante razzias y detenciones.
En las elecciones federales de México de 1982, Claudia Hinojosa y Max Mejía presentan las primeras candidaturas lésbico / gays en México, compitiendo por el  por el PRT, conformándose en ese contexto el grupo Comité Lésbico Homosexual en Apoyo a Rosario Ibarra, esta última candidata presidencial en la contienda.
Las diferencias entre los métodos de lucha social de las organizaciones integrantes del MLH lo dividen en dos sectores. Los que por un lado veían acciones sociorevolucionarias como los simpatizantes del FHAR y quienes abogaban por reformas al Estado y a las instituciones para lograr los derechos civiles LGBT como Lambda, lo que provoca a mediano plazo diferencias irreconciliables entre los grupos. Factores como la crisis económica de México de 1982 y la pandemia de VIH/SIDA iniciada en 1983 en México contribuyeron al debilitamiento del movimiento liberacionista. En ese contexto, Lambda realiza una evaluación de su existencia en 1983, decidiendo cerrar el local de trabajo con el que contaba en 1984. No existe una fecha formal de disolución del grupo.
Integrantes de Grupo Lambda como Luis González de Alba y Tito Vasconcelos conformarían el Grupo Cálamo.